# Siriporn Ampaipong
Siriporn Ampaipong (ortografía alternativa: Siriporn Umpaipong; tailandesa ศิริ พร อำไพ พง ษ์ nacida el 7 de diciembre de 1964) es una cantante tailandesa de ritmos mor lam y luk thung perteneciente a la región de Isan.
Siriporn Ampaipong pertenece a una familia de cantantes pertenecientes a la provincia de Udon Thani. La mayoría de sus canciones son baladas sentimentales. Ella ha lanzado 8 álbumes de éxito entre 2001 y 2004, y es considerada como una de las cantantes o artistas más populares de Tailandia.